# Anatoly Stoessel
Pour les articles homonymes, voir Stoessel.
Anatoly Mikhaïlovitch Stössel ou Stoessel, en russe Анатолий Михайлович Стессель (Stessel), était un baron russe issu d'une famille germano-balte, né le 10 juillet 1848  à Saint-Pétersbourg, et mort le 18 janvier 1915.
Général de l'armée impériale russe, il fut tenu pour responsable de la chute de Port-Arthur, quelques jours avant la fin de la guerre russo-japonaise de 1904-1905.

## Biographie
Stössel sort de l'Académie militaire Paul en 1866. Il participe à la guerre russo-turque de 1877-1878, puis commande en 1896 le 16e régiment d'infanterie de Ladoga et, de 1897 à 1899, le 44e régiment d'infanterie du Kamtchatka. 
À la tête de la 3e armée de Sibérie orientale (de 1899 et jusqu'en 1903), il combat comme les autres armées des puissances européennes la révolte des Boxers chinois de 1901.
Le 12 août 1903, il est nommé général-commandant de Port-Arthur, en Mandchourie, place-forte concédée par la Chine à l'Empire russe.
Pendant la guerre russo-japonaise (1904-1905), il subit le siège de Port-Arthur par les Japonais. La chute de la ville précipite la capitulation russe en janvier 1905. Considéré comme responsable de la défaite, Stössel est mis aux arrêts et est condamné à mort en 1908, peine commuée en dix ans d'emprisonnement. Il est gracié et libéré par Nicolas II, l'année suivante.
Il décède en 1915 et est enterré à Khmelnik, aujourd'hui en Ukraine.
Son fils, le colonel Stoessel (1876-1933), est un officier de l'Armée blanche.

## Suishiei no Kaiken
L'interview à Shuishiying (水師営の会見) est une chanson et fanfare militaire, écrite à l'époque par les Japonais en commémoration de leur victoire sur le Général Stössel. Les paroles témoignent du point de vue de l'armée japonaise et des modes de pensées des gens contemporains de ces évènements, ainsi que des valeurs militaristes de la vieille Europe que partageait le Japon d'alors.

L'engagement de Lǚshùnkǒu conduisit à la reddition d'un château, 
Le Général de l'armée ennemi (Teki no Shôgun), Stessel
Shuishiying était le site, 
De sa rencontre avec le Général Nogi (Nogi-Taishô)

Il y avait un jujube dans le jardin,
Portant les marques des balles, 
Et la maison était encore tumultueuse,
C'est dans ce cadre que les deux généraux se rencontrèrent enfin.

Solennellement le Général Nogi
Lui annonce la miséricorde de l'Empereur. 
C'est avec une agréable surprise que le Général Stessel, 
Accepte la bienveillance de l'Empereur.

L'ennemi d'hier est maintenant devenu un ami. 
Leurs mots témoignent d'un respect mutuel, 
Je complimente leur défense,
Il loue notre bravoure.

## Décorations
Il était titulaire de:
- Ordre de Saint-Georges, 4e classe (1900)
- Ordre de Saint-Georges, 3e classe (1904).

## Source
- (ru) Cet article est partiellement ou en totalité issu de l’article de Wikipédia en russe intitulé « Стессель, Анатолий Михайлович » (voir la liste des auteurs).